# Bolinus brandaris
La cañadilla o cañaílla (Bolinus brandaris) es una especie de molusco gasterópodo marino que vive en aguas poco profundas. 

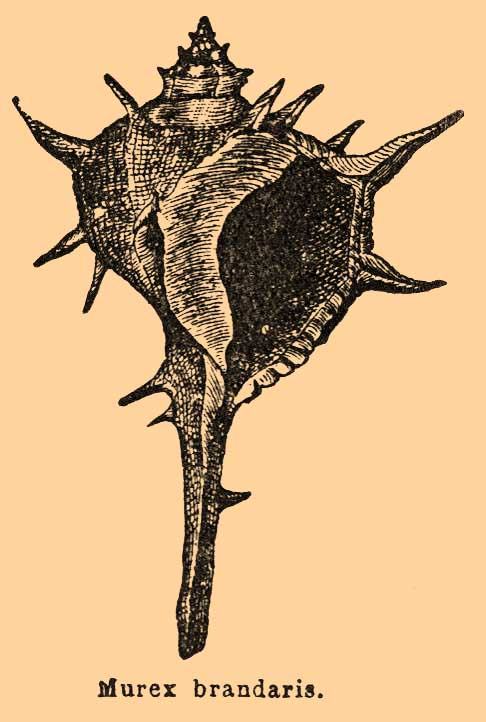
Detalles.

## Descripción
Concha de unos 8 cm de longitud. El canal sifonal es largo y recto, tanto que puede suponer la mitad de la longitud total de la concha.
Es bastante robusto y con grandes espinas dispuestas en hileras alrededor de la concha. Presenta unas seis vueltas, siendo la última mucho más ancha que las demás. El animal presenta un opérculo córneo en el pie.

## Distribución y hábitat
Habita en fondos arenoso-fangosos o detríticos, cerca de las rompientes del Mediterráneo y Atlántico oriental. 

## Reproducción
Se reproduce al final de la primavera poniendo los huevos en nidos blanquecinos esponjosos. 

## Dieta
Es un molusco depredador y carnívoro, se alimenta de otros moluscos, bivalvos o gasterópodos.

## Miscelánea acerca de la púrpura
De sus glándulas branquiales extraían los antiguos fenicios el tinte púrpura que sirvió para teñir vestiduras de las clases superiores (emperadores, reyes y sacerdotes), siendo muy apreciado en la antigüedad y valiendo más que el oro. Concretamente, se necesitaba un kilogramo de glándulas para proporcionar sesenta gramos de tinte, y se precisaban doscientos gramos para teñir un kilogramo de lana. Y para obtener un kilogramo de glándulas, se requerían, en vivo, unos cincuenta mil ejemplares de cañaílla. Una vez procesado, por un gramo del tinte se pagaban entre diez y veinte gramos de oro.
La Torá prescribe que todas las vestiduras que tengan cuatro puntas, deben tener unos flecos en cada una de las puntas con uno de los hilos teñido de un matiz celeste del tinte. 
Esta industria fenicia también se llevaba a cabo en las colonias occidentales de las Gadeiras o Islas Gaditanas (Gadir, Cimbis, Puerto Menesteo, etc.)

## Gastronomía

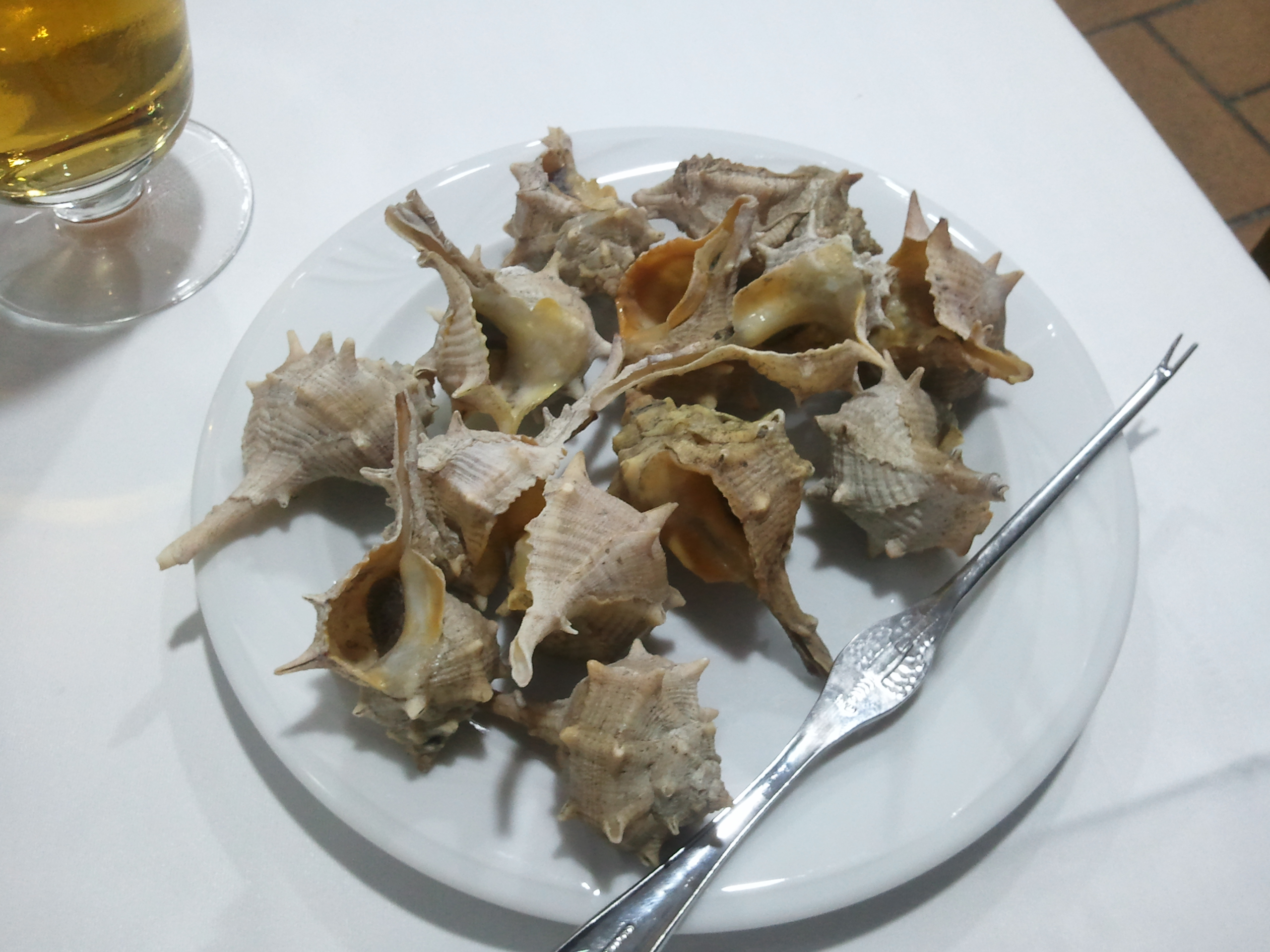
Cañaíllas en Chiclana de la Frontera, Cádiz, España

Es muy consumido en Andalucía, donde el nombre derivó de cañadilla a cañaílla. En San Fernando se comparte indistintamente el gentilicio de isleño con el de cañaílla.
Cada mes de junio, en la población de La Escala (Costa Brava) se celebra un festival gastronómico dedicado a la cañaílla[cita requerida].
En la provincia de Málaga, este molusco recibe el nombre de búsano, aunque este nombre corresponde a un molusco parecido de concha más robusta que Bolinus brandaris, y con púas y sifón más cortos, de color verdoso, de forma más redondeada y de sabor más fuerte (Hexaplex trunculus, también conocido como Murex trunculus).